# 541 Deborah
541 Deborah
541 Deborah là một tiểu hành tinh ở vành đai chính. Nó được Max Wolf phát hiện ngày 4.8.1904 ở Heidelberg, và được đặt theo tên Deborah, nữ tiên tri trong Cựu Ước.